# Кораблинов, Алексей Михайлович
Алексей Михайлович Кораблинов (02.06.1906, слобода Новая Покровка, Бобровский уезд, Воронежская губерния — 23.04.1985, Москва) — директор института «ОргстройНИИпроект» (1958-1985), заслуженный строитель РСФСР (1967).
Сын потомственного железнодорожника станции Лиски.

## Биография
Окончил рабфак Воронежского университета (1925) и Московский институт инженеров железнодорожного транспорта (1930).
- 1930—1931 — инженер ЦНИИ пром. сооружений наркомата тяжёлой промышленности на строительстве Магнитогорского металлургического комбината;
- 1931—1934 — начальник участка, главный инженер промплощадки на строительстве Синарского металлургического комбината;
- 1935—1937 — заместитель главного инженера строительства Рионского азотно-тукового комбината в г. Кутаиси;
- 1937 — работал на Сталиногорском химкомбинате Наркомата тяжелой промышленности;
- 1937—1938 — заместитель главного инженера строительства Рионского азотно-тукового комбината;
- 1938—1945 в г. Каменске-Уральском: зам. главного инженера, с 1941 г. главный инженер треста «Уралалюминстрой» (строительство Уральского алюминиевого завода и объектов, обеспечивающих работу предприятия), предложил делать из золы Красногорской ТЭЦ шлакоблоки, экономия цемента составила 3 млн тонн;
- 1945—1946 — начальник особого монтажного управления «Особцветметмонтаж» Министерства цветной металлургии;
- 1946—1947 — заместитель начальника 2-го Главного управления Министерства цветной металлургии СССР;
- 1947—1950 — главный инженер треста «Запорожалюминстрой»;
- 1950—1954 — заместитель начальника Главного управления свинцово-цинковой промышленности Минцветмета СССР;
- 1954—1958 — начальник Главного управления капитального строительства Минцветмета СССР.

С 25 января 1958 по 23 апреля 1985 г. директор института «Оргстройпроект» («Оргстройниипроект») Министерства среднего машиностроения СССР, деятельность которого заключалась в разработке комплексных программ для оборонной промышленности, сложных проектов ядерно-энергетических, ракетных, военно-морских комплексов СССР.
Если в начале его руководства созданная институтом производственная база обеспечивала строительно-монтажные работы объемом 16—20 млн руб. в год, то к 1985 году они выросли до 100 млн руб.
Институт участвовал в проектировании работ и организации строительства Мангышлакского производственного комплекса, Ленинградской АЭС и города Соснового Бора, Игналинской АЭС, Семипалатинского полигона.
По проектам института построены или реконструированы заводы санитарно-технических изделий в Степногорске и Ворогынске, кирпичные заводы в Камышлове, Глазове, Катта-Кургане, Товаркове, Воротынске, Димитровграде и других городах, предприятия по распиловке мрамора и гранита, в том числе завод в Искитиме и цех в Верх-Нейвинске.
Для обеспечения строек в Центральной России ценными заполнителями по проектам института были построены дробильно-сортировочный завод в пос. Товарково на 800 тыс. м³ в год щебня и цех известковой муки для сельскохозяйственного производств. В Сортавале на базе месторождения гранитов «Кирьявалахти» построен завод производительностью 1 млн м³ щебня в год. Оба месторождения разведаны геологами института.
По проектам института построены мосты через реку Туру на Урале и через реку Дубну с судоходным пролетом 42 м на автодороге «Савёлово-Дубна»,
Институт выполнил проекты работ по строительству атомных электростанций в Шевченко, Горьком, Игналине, Сосновом Бору; машиностроительных заводов на Урале; ускорителя в Протвине.
С 1960 по 1988 гг. в институте работал информационно-издательский отдел, издававший несколько журналов, в том числе «Вопросы атомной науки и техники», серия «Проектирование и строительство»; «Технологический прогресс в атомной промышленности», серия «Строительство»; «Обмен опытом в строительстве».

## Награды и звания
Заслуженный строитель РСФСР (1967). Награждён орденом Ленина (01.04.1945) и тремя орденами Трудового Красного Знамени (первый — 1942 г.).